# 레슬매니아 XX
레슬매니아 XX(WrestleMania XX)은 WWE가 개최한 20번째로 열린 레슬매니아이다. 2004년 3월 14일 뉴욕 메디슨 스퀘어 가든에서 열렸다.

## 배경

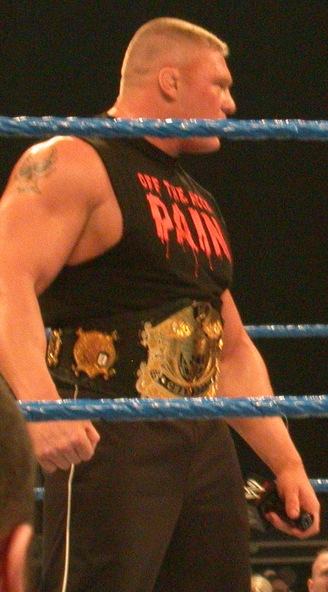
노 웨이 아웃 2004에서 브록 레스너

Raw에서는 월드 헤비웨이트 챔피언이던 트리플 H와 숀 마이클스, 그리고 로얄럼블 2004 우승자 크리스 벤와가 대립하였다. 2004년 1월 25일 열린 로얄럼블 2004에서 트리플 H와 숀 마이클스는 월드 헤비웨이트 챔피언십 타이틀을 걸고 라스트맨 스탠딩 매치를 했지만, 결과는 무승부가 되었고, 타이틀은 여전히 트리플 H가 갖게 되었다. 그 날 메인이벤트였던 30인 로얄럼블 매치에서는 크리스 벤와가 빅 쇼를 꺾고 로얄럼블 2004의 우승자가 되었다. 그 다음날 열린 Raw에서 숀 마이클스와 트리플 H가 링에서 대립하던 중, 스톤 콜드가 나와서 크리스 벤와를 불러낸다. 크리스 벤와가 이 날 RAW에 등장해 챔피언십 도전권을 트리플 H가 가진 월드 헤비웨이트 챔피언십에 사용한다고 하였다. 2월 9일 Raw에서는 크리스 벤와와 트리플 H간의 레슬매니아 20 경기 계약식이 있었다. 하지만, 트리플 H와 대립 관계이던 숀 마이클스가 난입하여 크리스 벤와를 공격한 후 계약서에 사인하였다. 결국 다음주 열린 Raw에서 스톤 콜드가 레슬매니아 20의 메인 이벤트는 트리플 H(c) vs 숀 마이클스 vs 크리스 벤와의 트리플 쓰렛 매치로 열릴 것이라고 발표했다. 3월 1일 Raw에서 숀 마이클스와 크리스 벤와는 랜디 오턴과 바티스타에게 패배하였다. 경기 후 숀 마이클스와 크리스 벤와는 에볼루션의 습격을 받았다.
스맥다운에서는 에디 게레로와 커트 앵글이 WWE 챔피언 타이틀을 놓고 대립하였다. 1월 29일 스맥다운에서는 노 웨이 아웃 2004에서 브록 레스너와 맞붙을 No.1 컨텐더를 자격을 놓고 15인 로얄럼블 경기가 있었고, 에디 게레로가 커트 앵글을 마지막으로 탈락시키면서 우승하였다. 노 웨이 아웃 2004에서는 커트 앵글이 빅 쇼, 존 시나와의 트리플 쓰렛 매치에서 승리하여 레슬매니아 20에서 WWE 챔피언 타이틀 경기를 할 자격을 얻었다. 2월 19일 스맥다운에서는 에디 게레로와 차보 게레로 사이의 경기의 특별 심판으로 커트 앵글이 참여하였다. 에디 게레로가 승리를 눈 앞에 둔 순간 커트 앵글이 카운트를 멈추고 턴힐 하면서 대립이 시작되었다. 그 다음 주 스맥다운에서 에디 게레로는 커트 앵글에게 복수를 하고자 하지만 폴 헤이먼과 던 마리의 방해로 경비원들에게 연행되는 신세가 된다. 에디 게레로는 원래 존 시나와 팀을 맺어 차보 게레로와 빅 쇼를 상대하기로 되어 있었지만, 연행되었기 때문에 레이 미스테리오가 그 자리를 대신하고 레이 미스테리오와 존 시나팀이 경기에서 승리한다. 그리고 그 날 커트 앵글은 스맥다운과 WWE 팬들을 위해서 에디 게레로를 공격하였다고 말하였다. 그리고 에디 게레로는 약물 중독자였으며 따라서 스맥다운을 대표할 선수로 부적합 하다고 하였다. 그러자 에디 게레로가 돌아와서 커트 앵글을 습격하였고, 에디 게레로는 폴 헤이먼에 의해서 다시 연행되었다. 그리고 에디 게레로는 다시 수갑을 채워진 채 연행되었고, 커트 앵글은 에디 게레로를 모욕하는 말을 하였다. 3월 4일 스맥다운에서는 에디 게레로의 경기 중 커트 앵글이 난입하여 에디 게레로를 습격하였다. 커트 앵글은 에디 게레로를 제압한 후에 WWE 챔피언 타이틀을 들고 포즈를 취하였다.
또한, 레슬매니아 20은 사상 처음으로 Raw 선수와 스맥다운 선수간의 경기가 열린 레슬매니아였다. 첫 번째 경기는 2월 16일 Raw에서 결정된 토리 윌슨, 세이블과 스테이시 키블러, 미스 재키간의 플레이보이의 표지 모델 자리를 건 경기였다.
또한, 언더테이커와 케인도 경기를 갖게 되었다. 서바이버 시리즈 2003에서 언더테이커와 빈스 맥마흔간의 뷰리드 어라이브 매치에 난입해 언더테이커를 생매장하면서 대립이 시작되었다. 11월 20일 스맥다운에서 케인은 언더테이커는 이미 사망하였으며 더 이상 케인의 형이 아니라는 추도문을 낭독하였다. 2달 후 로얄럼블 2004에 참가한 케인은 경기 도중 언더테이커의 옛 테마곡인 종소리에 놀라 부커 T에게 제거되었다. 레슬매니아 직전의 Raw에서 케인이 등장하지만 링 위의 관을 발견하였지만 안은 비어있었고 그 속에 유골을 담는 항아리만 놓여있었다. 케인은 마이크를 잡고 언더테이커가 레슬매니아에서 11연승을 기록하고 있다고 말하였지만, 더 이상 언더테이커는 이 세상 사람이 아니라고 하였으며 마지막으로 모든것이 끝났고 더 이상 언더테이커가 두렵지 않다고 한 순간, 암전이 되면서 언더테이커의 메시지가 나타났다.
로얄럼블 2004에서 골드버그는 30번으로 등장하였으나, 브록 레스너의 난입으로 커트 앵글에게 제거당했다. 1월 26일 Raw에서 골드버그는 브록 레스너와의 경기를 원한다고 말하였다. 그 다음주 Raw에서 Raw의 GM인 스티브 오스틴이 골드버그에게 스맥다운의 PPV인 노 웨이 아웃 2004의 티켓을 주었다. 노 웨이 아웃 2004에서 골드버그는 경호원들의 경호를 받으면서 등장했다. 그리고 스맥다운의 GM인 폴 헤이먼이 등장해 스맥다운이 Raw보다 우월하다는 말을 하였다. 또한, 골드버그가 지금 위치를 벗어나는 순간 체포 될 것이라고 말하였다. 브록 레스너도 나와서 골드버그에게 욕설을 퍼부었다. 그러자 골드버그는 바리케이드를 넘어서 경기장에 난입하였고, 브록 레스너는 골드버그를 공격했으나 이내 반격당해 잭해머로 쓰러졌다. 골드버그는 이내 경호원들에게 붙잡혀 연행되었다. 이날 메인이벤트였던 브록 레스너 vs 에디 게레로의 WWE 챔피언십에서 골드버그가 다시 돌아와 난입해 스피어로 브록 레스너를 공격했고, 이 후에 에디 게레로가 프로그 스플래쉬로 경기를 끝내면서 브록 레스너는 타이틀을 잃었다. 2월 22일 Raw에서 빈스 맥마흔이 브록 레스너와 골드버그 간의 경기가 레슬매니아서 열린다고 발표하였다. 그리고 그 경기의 특별 심판은 스티브 오스틴이 맡게 됐다. 빈스 맥마흔과 에릭 비숍과의 경기에서 브록 레스너가 난입해서 스티브 오스틴을 F-5로 쓰러뜨리고 스티브 오스틴의 ATV를 훔쳐갔다. 며칠 후 스맥다운에서는 브록 레스너가 스티브 오스틴을 공격한 이유를 노 웨이 아웃 2004에서 골드버그에게 티켓을 줘서 골드버그가 자신을 공격하게 했기 때문이라고 밝혔다. 이 무렵 레슬매니아 20을 마지막으로 골드버그가 WWE를 떠날 것이라는 소식이 전해졌으며, 브록 레스너도 WWE를 떠나서 NFL로 진출한다는 루머가 돌기 시작했다.
랜디 오턴과 믹 폴리와의 갈등도 고조되고 있었다. 2003년 6월 Raw에서 릭 플레어와 랜디 오턴은 믹 폴리를 습격한 후 계단 밑으로 그를 던져버렸다. 믹 폴리는 12월에 Raw에 돌아왔지만, 랜디 오턴과의 갈등에서 위축되는 모습을 보이면서 경기장을 이내 떠났다. 2004년 1월, 스티브 오스틴은 로얄럼블 2004에 믹 폴리가 참가할 것이라고 말했고, 믹 폴리는 테스트를 때려눕힌 후 로얄럼블 경기에 참가해 랜디 오턴을 탈락시켰다. 믹 폴리와 랜디 오턴과의 대립에서 더 락이 참가하면서 락&삭 커넥션이 다시 결성됐다. 그리고 레슬매니아 20에서 락&삭 커넥션 vs 에볼루션(랜디 오턴, 바티스타, 릭 플레어) 간의 경기가 확정되었다.

## 이벤트
| Role:       | Name:                                   |
| ----------- | --------------------------------------- |
| 해설        | 마이클 콜 (SmackDown!)                  |
| 해설        | 태즈 (SmackDown!)                       |
| 해설        | 제리 롤러 (Raw)                         |
| 해설        | 짐 로스 (Raw)                           |
| 해설        | 카를로스 카브레라 (Spanish)             |
| 해설        | 휴고 사비노비치 (Spanish)               |
| 리포터      | 릴리안 가르시아                         |
| 링 아나운서 | 토니 치멜 (SmackDown!)                  |
| 링 아나운서 | 하워드 핑클 (Raw)                       |
| 심판        | 닉 패트릭 (SmackDown!)                  |
| 심판        | 짐 콘더라스 (SmackDown!)                |
| 심판        | 브라이언 헤브너 (SmackDown!)            |
| 심판        | 찰스 로빈슨 (SmackDown!)                |
| 심판        | 차드 패턴 (Raw)                         |
| 심판        | 앨 헤브너 (Raw)                         |
| 심판        | 마이크 치오다 (Raw)                     |
| 심판        | 잭 던 (Raw)                             |
| 심판        | 팀 화이트 (Raw)                         |
| 심판        | 스티브 오스틴 (골드버그 vs 브록 레스너) |

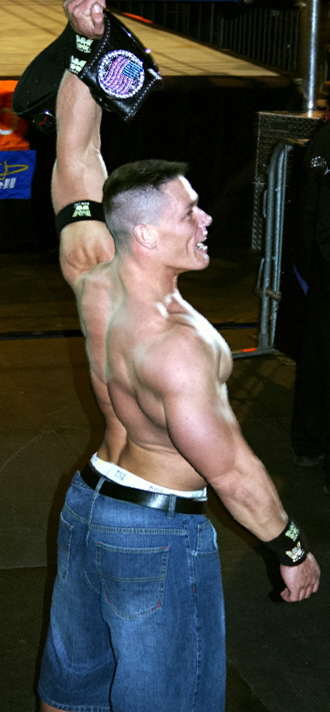
존 시나가 자신의 첫 레슬매니아에서 승리한 후 포즈를 취하고 있다.

존 시나와 빅 쇼가 유나이티드 스테이츠 챔피언십 타이틀을 걸고 경기를 가졌다. 경기 후반 심판이 못 본 사이에 존 시나가 브레스 너클로 빅 쇼를 때린 후, FU로 경기를 끝냈다.</ref> 월드 태그팀 챔피언십에서는 부커 T가 랍 콘웨이에게 시저스 킥을 뒤이어 랍 밴 댐이 프로그 스플래시로 경기를 끝냈다. 크리스 제리코와 크리스챤의 경기에서는 트리쉬 스튜래터스가 실수로 크리스 제리코의 엘보우 공격을 하였고, 그 후 크리스찬이 롤업으로 승리했다. 경기 후 트리쉬 스튜래터스가 크리스 제리코의 뺨을 때리면서 턴 힐했고 크리스챤이 언프리티어로 크리스 제리코를 때려 눕혔다. 다음 경기인 에볼루션(랜디 오턴, 릭 플레어, 바티스타) vs 락 앤 삭 커넥션(더 락, 믹 폴리)와의 경기에서는 랜디 오턴이 믹 폴리를 RKO로 때려 눕힌 후에 커버하여 핀폴 승을 거두었다.
경기 후 2004년 WWE 명예의 전당의 헌액자를 민 진 오클랜드가 소개했다. 그 후에 스맥다운 소속의 토리 윌슨과 세이블, Raw 소속의 스테이시 키블러와 미스 재키간의 플레이보이 이브닝 가운 매치가 열렸다. 경기에서 토리 윌슨이 미스 재키를 롤업으로 핀폴을 얻어내면서 승리했다.
다음 경기는 WWE 크루저웨이트 챔피언십 경기로, 선수들이 장외에서 대기하고 있다가 한 명이 패배하면 다른 레슬러가 들어가서 경기를 하는 방식이다. 처음으로 울티모 드래곤과 셰넌 무어가 경기를 가졌고, 울티모 드래곤이 셰넌 무어를 제거한 후, 제이미 노블이 울티모 드래곤을 제거했다. 그리고 푸나키 역시 8초만에 제거됐다. 다음 선수인 눈지오는 카운트 아웃으로 제거됐다. 다음으로 빌리 키드먼이 들어왔고 BK-밤으로 제이미 노블을 탈락시켰다. 다음으로 들어온 레이 미스테리오가 모디파이드 파워밤으로 빌리 키드먼을 제거했고, 타지리 역시 웨스트 코스트 팝으로 레이 미스테리오에게 제거됐다. 다음으로 출전한 아키오는 레이 미스테리오를 향해서 타지리가 쓴 그린미스트를 맞아서 경기에 출전하지 못했다. 마지막으로 출전한 크루저웨이트 챔피언 차보 게레로는 아버지인 차보 게레로 시니어의 도움으로 간신히 타이틀을 방어했다.
다음 경기는 브록 레스너와 골드버그의 경기로 스티브 오스틴이 특별 심판으로 참가했다. 경기에서는 브록 레스너와 골드버그가 서로 바라보다가 몸싸움만 하면서 시간을 보내자, 관중들이 "You sold out"(넌 (우리의 믿음을) 버렸어), "Na na na na, na na na na, hey hey hey, goodbye", "Austin"(오스틴!), "This match sucks"(이 경기는 쓰레기같은 경기다!), "We want Bret"(브렛 하트를 원한다.) "Boring"(지루해!) "Goldberg sucks"(골드버그 엿먹어라!) "Hogan"(호건!)라고 챈트를 보내면서 야유했다. 그런 후에 골드버그가 브록 레스너에게 스피어를 썼고, 핀폴을 시도했으나, 브록 레스너는 2카운트에서 벗어난다. 그 후에 브록 레스너가 골드버그에게 F-5를 날렸으나, 골드버그도 2카운트에서 벗어난다. 그런 후에 골드버그가 다시 일어나 스피어로 브록 레스너를 눕히고, 잭해머로 핀폴을 따냈다. 경기가 끝난 후에 브록 레스너가 야유한 관중들에게 가운데 손가락을 올리면서 조롱했다. 그러자 스티브 오스틴이 브록 레스너를 스톤 콜드 스터너로 눕혔다. 그리고 퇴장하던 골드버그가 다시 들어와서 스티브 오스틴과 맥주를 마신 후에 스티브 오스틴에게 스톤 콜드 스터너를 맞고 퇴장한다.
다음 경기는 WWE 태그팀 챔피언십 경기로 Too cool(리키시, 스카티 투 하티) APA(브래드쇼, 파룩) 바샴 브라더스(더그 바샴, 대니 바샴) 더 월드 그레이티스트 태그 팀(찰리 하스, 셸턴 벤자민)간의 경기였다. 이 경기에서 리키쉬가 더그 바샴에게 반자이 드롭으로 핀폴을 얻어냈다.
9번째 경기는 빅토리아와 몰리 할리 간의 WWE 위민스 챔피언십 경기였다. 이 경기에서 몰리 할리가 패배할 시 머리카락을 밀기로 했다. 빅토리아는 위도우스 피크로 몰리 할리에게 핀폴 승을 거두었다. 몰리 할리는 백스테이지로 도망갔지만 이내 빅토리아에게 제압당하고, 머리를 모두 밀렸다.

### 메인 이벤트
다음 경기는 에디 게레로와 커트 앵글의 WWE 챔피언십 경기였다. 경기 후반부에 에디 게레로가 DDT와 프로그 스플래쉬로 공격을 했으나, 커트 앵글이 반격해서 앤클락을 건다. 그러나, 에디 게레로가 몸을 둥글게 말면서 빠져나오고, 커트 앵글을 링 밖으로 던졌다. 커트 앵글이 링 밖에 있을 때, 에디 게레로가 발목을 부여잡으면서 부츠의 끈을 풀었다. 이내, 커트 앵글이 다시 링 안으로 들어와서 앤클락을 다시 시도했고, 에디 게레로의 부츠가 벗겨져, 에디 게레로가 빠져나온다. 커트 앵글이 당황하는 사이에, 에디 게레로가 롤 업을 시도해서 핀 폴을 얻어내면서 타이틀을 방어했다.
11번째 경기는 언더테이커와 케인간의 경기였다. 케인이 등장한 후, 언더테이커가 전 매니저였던 폴 베어러와 함께 등장했다. 먼저 파란조명아래서 폴 베어러가 언더테이커의 트레이드 마크인 유골을 담는 항아리와 횃불을 든 드루이드와 함께 등장했다. 드루이드들이 일렬로 선 후에 폴 베어러가 선수들이 등장하는 입구를 바라보았고, 항아리를 들고 언더테이커를 소환했다. 케인은 고개를 휘젓으며 현실을 외면하려 했으나 언더테이커는 데드맨(Deadman) 기믹으로 돌아왔다. 언더테이커가 등장하자 케인은 다시 "난 너를 죽였어!"(I killed you!) "난 너를 생매장했어"(I buried you alive!) "넌 진짜가 아니야"(you're not real!)라고 외치면서 혼란에 빠졌다. 결국, 케인은 언더테이커가 진짜인지 확인하기 위해서 손을 조금씩 뻗어서 확인하고자 했다. 그러자 언더테이커가 케인에게 펀치를 가했고, 케인은 넘어졌다. 이후 바로 경기가 시작됐다. 그러다가 케인이 언더테이커에게 초크슬램을 시전했다. 그 후 케인이 폴 베어러를 비웃는 동안, 언더테이커는 초크슬램을 맞자마자 싯업으로 일어났다. 언더테이커는 바로 초크슬램으로 복수했고, 곧바로 툼스톤 파일드라이버로 핀 폴을 따냈다. 이로써 레슬매니아에서 12연승을 기록했다. 이 경기는 케인과 언더테이커의 레슬매니아 두 번째 경기(첫 번째 경기는 레슬매니아 14)였고 케인은 다시 패배했다.
메인이벤트 경기는 트리플 쓰렛 매치로 월드 헤비웨이트 챔피언십 타이틀 경기였다. 트리플 H, 크리스 벤와, 숀 마이클스가 참가했다. 경기가 시작하자 크리스 벤와와 숀 마이클스는 트리플 H와 대면했다. 그러다가 숀 마이클스와 크리스 벤와가 서로를 공격하면서 경기가 본격적으로 시작됐다. 크리스 벤와가 경기의 주도권을 잡기 시작했고 피니쉬무브인 크리플러 크로스페이스를 시도했다. 숀 마이클스가 탭아웃 하기 직전에 트리플 H가 경기에 끼어들어 두 사람을 공격했다. 그 후에 트리플 H와 숀 마이클스가 협공해서 크리스 벤와를 아나운서 테이블에다가 더블 슈플렉스를 시전했다. 크리스 벤와가 쓰러진 후에 트리플 H와 숀 마이클스가 서로 싸우다가, 트리플 H가 페디그리를 성공시키고 핀을 시도했다. 하지만, 크리스 벤와가 들어와 방해했다. 숀 마이클스는 크리스 벤와에게 스위트 친 뮤직을 시도하나 크리스 벤와가 반격해서 오히려 숀 마이클스가 링 밖으로 나가 떨어진다. 그 직후 트리플 H가 크리스 벤와에게 페디그리를 시도하지만, 오히려 크리스 벤와가 크리플러 크로스페이스로 반격한다. 결국 트리플 H는 탭아웃한다. 경기에서 이긴 크리스 벤와는 월드 헤비웨이트 챔피언십을 차지 한다. 경기 후, 에디 게레로가 링에 올라와 축하해주고, 크리스 벤와와 에디 게레로는 서로를 부둥켜 안으며 색종이 조각이 떨어지면서 레슬매니아 20은 끝났다.

## 경기 후

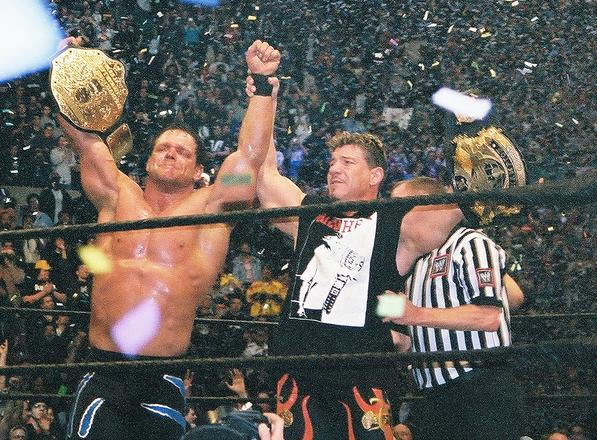
에디 게레로와 크리스 벤와가 서로를 축하하고 있다.

WWE에서 브록 레스너와 골드버그와의 경기를 꿈의 경기라고 선전했지만, 경기 내용이 아주 실망스러워서 비평가 및 팬들이 혹평을 많이 남겼다. 결국 경기에서 환호를 받은 사람은 특별심판으로 출전한 스티브 오스틴 뿐이었다.
백래쉬의 원래 메인이벤트 경기는 크리스 벤와와 숀 마이클스 간의 월드 헤비웨이트 챔피언십이 었다. 그러나 3월 29일 스맥다운으로 드래프트되었던 트리플 H가 Raw로 돌아오자 트리플 H가 월드 헤비웨이트 챔피언십에 참가하게 됐다. 백래쉬에서 크리스 벤와는 숀 마이클스에게 샤프슈터를 통해서 탭아웃을 받아냈다.
커트 앵글과 에디 게레로 간의 대립도 계속됐다. 3월 25일 스맥다운에서 커트 앵글은 스맥다운의 GM로 임명됐다. 커트 앵글은 4월 15일 스맥다운에서 빅 쇼에게 초크슬램을 맞고 스토리상 부상을 당할 때까지 GM을 역임했다. 실제로도 커트 앵글은 5월에 목수술을 받기로 되어있었고, 8월까지 결장했다. 2004년 6월에 열린 그레이트 아메리칸 배쉬에서 텍사스 불 로프 매치 WWE 챔피언십 경기에서 에디 게레로는 존 브레드쇼 레이필드에게 타이틀을 잃는다. 그리고 같은 달에 빈스 맥마흔이 커트 앵글이 부상당하지 않았다는 것을 알게 되고, 커트 앵글은 스맥다운의 GM에서 해고된다. 섬머슬램에서 커트 앵글은 에디 게레로를 상대해서 앤클락으로 탭아웃을 받아낸다.
레슬매니아 20 이후에 트리시 스트레터스와 크리스챤은 백래쉬에서 크리스 제리코를 상대해 패배했다. 또한, 백래쉬에서 빅토리아는 WWE 위민스 챔피언십 타이틀을 리타를 상대로 방어했다. 토리 윌슨과 세이블간의 협력 관계는 다시 무너져서 짧은 대립을 가졌다.

## 결과
| 순서 | 경기결과 | 경기타입                                        | 시간  |
| ---- | --- | ----------------------------------------------- | ----- |
| 1    | 빅 쇼(c) vs 존 시나 | 싱글매치 WWE 유나이티드 스테이츠 챔피언십       | 09:13 |
| 2    | 부커 T, 랍 밴 댐(c) vs 게리슨 케이드, 마크 진드랙 vs 더들리 보이즈(버버레이 더들리, 디본 더들리) vs 라 레지스탕스(르네 듀프레, 랍 콘웨이)             | 파이탈 포 웨이 태그팀 매치 월드 태그팀 챔피언십 | 07:52 |
| 3    | 크리스 제리코 vs 크리스찬 | 싱글 매치                                       | 14:50 |
| 4    | 락 앤 삭 커넥션(더 락, 믹 폴리) vs 에볼루션(바티스타, 랜디 오턴, 릭 플레어)                                                                           | 2 vs 3 핸디캡 매치                              | 17:00 |
| 5    | 토리 윌슨, 세이블 vs 스테이시 키블러, 미스 재키 | 플레이보이 이브닝 가운 매치                     | 02:41 |
| 6    | 차보 게레로(c) vs 울티모 드래곤 vs 셰넌 무어 vs 제이미 노블 vs 푸나키 vs 눈지오 vs 빌리 키드먼 vs 레이 미스테리오 vs 타지리 vs 아키오                 | 크루저 웨이트 챔피언십                          | 10:31 |
| 7    | 골드버그 vs 브록 레스너 | 싱글매치 특별심판 : 스티브 오스틴               | 13:42 |
| 8    | Too Cool(스카티 투 하티, 리키쉬)(c) vs 바샴 브라더스(대니 바샴, 더그 바샴) vs APA(브래드쇼, 파룩) vs 월드 그레이티스트 태그팀(찰리 하스, 셸턴 벤자민) | 파이탈 포 웨이 매치 WWE 태그팀 챔피언십         | 06:02 |
| 9    | 빅토리아(c) vs 몰리 할리 | 타이틀 vs 헤어 매치 WWE 위민스 챔피언십         | 05:04 |
| 10   | 에디 게레로(c) vs 커트 앵글 | 싱글매치 WWE 챔피언십                           | 21:33 |
| 11   | 언더테이커(with 폴 베어러) vs 케인 | 싱글매치                                        | 07:47 |
| 12   | 트리플 H(c) vs 숀 마이클스 vs 크리스 벤와 | 트리플 쓰렛 매치 월드 헤비웨이트 챔피언십       | 24:47 |